# Asgårdsskolen
Asgårdsskolen var en integreret folkeskole, et undervisningscenter for svært tale- bevægehandicappede elever fra tre amter og normalklasseelever fra skoledistriktet i Benløse i Ringsted Kommune.
Skolen blev indviet august 1978 og havde første år kun normalklasseelever til og med 2. klassetrin som blev til og med 7. klassetrin med helt eller delvist integrerede specialklasseelever. Normalklasseeleverne fortsatte i 8. klasse på daværende Benløse Skole. Asgårdsskolen tilbød undervisning for specialklasseelever også på de ældste klassetrin. De amtskommunale specialklasseelever havde indtil 1978 været undervist i midlertidige træbarakker på Valdemarskolen i Ringsted.
En række nærliggende vejnavne - Ægirsvej, Ydunsvej, Heimdalsvej, Hermodsvej, Vidarsvej, Lokesvej og Asgårdsvej var baseret på de nordiske guder Aserne, som på den måde gav skolen dens navn.
Ved omlægningen af folkeskolerne i Ringsted Kommune i 2012 blev Asgårdskolen sammenlagt med Benløse Skole en del af den nye Byskovskolen.
Asgårdsskolens første skoleinspektør Ove Pyndt Hansen havde tidligere været skoleinspektør på naboskolen Benløse Skole. Han var musiklærer og kunne spille klaver. Han fortalte, at da han drøftede tegningerne med arkitekten, havde han den bemærkning, at der ikke var projekteret parkering til elevernes cykler. Arkitekten tilføjede som gestus overdækket cykelparkering for egen regning. For normalklasseelever fra Benløse Skole på 5. og 6. klassetrin, der ved skolens indvielse overførtes til Asgårdsskolen til og med 7. klassetrin, for derefter atter at fortsætte skolegangen på Benløse Skole, lettede det overgangen og forældrenes accept., at skoleinspektøren fulgte med fra Benløse Skole til Asgårdsskolen. Han deltog efter skolens indvielse i et kunstudvalg, der enstemmigt vedtog kunstneren Ulrich Rössings velforberedte plan til kunst på skolen. Midlerne til dette var bevilget.
Oprindeligt var det hensigten, at Asgårdsskolen efter nogle år skulle udbygges til også at kunne tilbyde undervisning af normalklasseelever til og med 9. klassetrin, men pga. faldende børnetal i skoledistriktet og behovet for besparelser på anlægsudgifter, blev denne plan ikke realiseret.
Da specialklasseeleverne fra tre amter var i skole 6 lektioner dagligt, var der for deres vedkommende en beskæftigelsesterapi, der anvendtes, når eleverne ikke blev undervist af lærere og talepædagoger, eller var i behandling hos ergoterapeuter og fysioterapeuter. Et bassin med hæve- sænkebund anvendtes af fysioterapeuterne til behandling af centerklasseelever med nedsat førlighed.
Mødetiden var 8:45 af hensyn til specialklasseleverne, der ofte kom langvejs fra. Nogle var selvhjulpne og anvendte offentlig transport, mange ankom i taxa eller skolebus med lift til kørestolsbrugere. En skolekonsulent havde det administrative ansvar for de amtskommunale centerklassers undervisning og behandlingstilbud samt elevernes transport mellem skole og hjem. Asgårdsskolens første skolekonsulent Mona Jørgensen havde indtil Asgårdsskolens indvielse 1978 været skolekonsulent for centerklasserne på Valdemarskolen.
1. august 2012 blev Asgårdsskolen sammenlagt med Benløse Skole. Den sammenlagte skole hedder nu Byskovskolen.
| Skole | Spire Denne artikel om en skole, en uddannelsesinstitution eller uddannelse er en spire som bør udbygges. Du er velkommen til at hjælpe Wikipedia ved at udvide den. |

55°27′51.24″N 11°48′6.19″Ø / 55.4642333°N 11.8017194°Ø